# Campionati statunitensi di sci alpino 1988
Ai Campionati statunitensi di sci alpino 1988 furono assegnati i titoli di discesa libera, supergigante, slalom gigante, slalom speciale e combinata, sia maschili sia femminili.

## Risultati
| Specialità      | Uomini     | Donne             |
| --------------- | ---------- | ----------------- |
| Discesa libera  | ?          | Pam Fletcher      |
| Supergigante    | ?          | Pam Fletcher      |
| Slalom gigante  | ?          | Monique Pelletier |
| Slalom speciale | ?          | Tamara McKinney   |
| Combinata       | Tiger Shaw | Monique Pelletier |